# Neuilly-en-Dun
Neuilly-en-Dun è un comune francese di 308 abitanti situato nel dipartimento del Cher, nella regione del Centro-Valle della Loira.

## Società

### Evoluzione demografica
Abitanti censiti